# Заусалин, Максим Анатольевич
Макси́м Анато́льевич Зауса́лин (род. 16 августа 1978, Новомосковск) — российский актёр театра и кино.

## Биография
Родился 16 августа 1978 года в городе Новомосковске Тульской области.
В сентябре 1995 года поступил в Орловский Государственный Институт Искусств и Культуры, мастерская А. А. Поляка и А. А. Михайлова — художественного руководителя театра «Свободное пространство». Окончил учёбу в июне 2000 года. В 2001 служил в армии в войсках ВДВ.
После окончания учёбы переехал в Москву, был актёром театра «Вернадского, 13», театральной компании Ирины Апексимовой, МТЮЗа. В апреле 2005 года поступил в труппу театра «У Никитских ворот» под руководством Марка Розовского, где работал до 2016 года. С  2012 года — артист Театра мюзикла.

## Фильмография
1. 2001 — Леди Босс — Петров, лейтенант
2. 2003 — Ключ от спальни — прохожий
3. 2003 — Каменская 3 — парень с гитарой
4. 2003 — Возвращение Мухтара — лейтенант милиции
5. 2004 — Слепой (3 серия) — старший лейтенант милиции
6. 2004 — Моя прекрасная няня — официант (6 сезон 105 серия)
7. 2004 — Ландыш серебристый-2 — Коля, муж Нины
8. 2005 — Частный детектив — Гена
9. 2005 — Хиромант — охранник
10. 2005—2009 — Кулагин и партнеры — Гоша Долин
11. 2006 — Угон — Карасик
12. 2007 — Саперы — Алексей Синицын
13. 2007 — Сильнее огня — Тёма Шальных
14. 2007 — Ветка сирени — 3-й журналист
15. 2008 — Сезон открытий — Стас
16. 2008 — Разведчики. Последний бой — Алексей Максимов, старший лейтенант
17. 2008 — Разведчики. Война после войны — Алексей Максимов, капитан
18. 2008 — Ни шагу назад — Тёма Шальных
19. 2009 — Весельчаки — Коля
20. 2010 — В лесах и на горах — Маковкин, следователь
21. 2011 — Хозяйка тайги 2 — Алексей Кибардин
22. 2011 — Дело гастронома № 1 — Алексей, водитель Беркутова
23. 2013 — Мотыльки (1-2 серии) — капитан Кузичев
24. 2014 — Карпов. Сезон третий (11 и 17 серии) — Рябушкин
25. 2014 — Господа-товарищи — Аркадий Дудницкий
26. 2014 — Лесник (139-140 серии) — Михаил Липатов, егерь
27. 2015 — Модель счастливой жизни — Платон Усачёв
28. 2016 — Кухня 6 — полицейский (10 серия)
29. 2017 — Такая, как все — Фёдор Захаров, бывший зэк
30. 2016 — СуперБобровы — инкассатор
31. 2018 — Анна Каренина — Распорядитель
32. 2020 — Шерлок в России — Лёнька Каин
33. 2022 — Одиннадцать молчаливых мужчин — Джейкоб
34. 2022 — Баренцево море — Владимир Крамник
35. 2022 — Мажор-4 (2-3, 5 серии) — финансист Мажора
36. 2023 — Пищеблок (16 серия) — Иван Плоткин, папа Александра
37. 2023 — Переворот — Влад
38. 2023 — Лада Голд — полицейский
39. 2024 — Адмирал Кузнецов (7 серия) — Виктор Семенович Абакумов
40. 2024 — Истребители. Битва за Крым — Илья Вдовин
41. 2024 — Универ. 13 лет спустя (2 серия) — Кирилл Сергеевич, генеральный директор
42. 2024 — Скорая помощь-7 (22 серия) — папа Феди
43. 2024 — Главное желание — бандит Виталий
44. 2025 — Аутсорс (4 серия) — врач Юли
45. 2025 — Кулагины-2 (35-36 серии) — Трофимов
46. 2025 — СМЕРШ-3 (6-9 серии) — Рождественский

## Театральные работы

### «У Никитских ворот»
- 2005 — «Сарданапал» Дж.Г. Байрона — Арбас
- 2006 — «Носороги» Э. Ионеско — Жан
- 2006 — «Viva! Парфюм!» (мюзикл по мотивам романа П. Зюскинда «Парфюмер») — Андрей Неказистый (парфюмер)
- 2007 — «Гамбринус» (мюзикл по мотивам повести А.И. Куприна) — Яша-буфетчик
- 2007 — «Песни нашего двора» М. Розовского — Научный сотрудник
- 2007 — «Слепая красавица» Б. Пастернака — Петр Агафонов, Платон Щеглов
- 2008 — «Песни нашей коммуналки» М. Розовского — Сосед
- 2008 — «Бедная Лиза» Н. Карамзина — Эраст
- 2009 — «Дон Жуан» Ж-Б. Мольера — Дон Жуан
- 2014 — «Анна Каренина» Л. Толстого — Вронский

### Санкт-Петербургский театр музыкальной комедии
- 2006 — «О, милый друг!» (мюзикл по мотивам романа Ги де Мопассана «Милый друг») — Жорж Дю Руа де Кантель

### «Театр мюзикла»
- 2012 — «Времена не выбирают» Ю. Потеенко; режиссёр: Д. Белов — Мэтт Фрей
- 2012 — «Растратчики» В. Катаева; режиссёр: М. Швыдкая — Филипп Степанович
- 2014 — «Всё о Золушке» С. Плотова; режиссёр: О. Глушков — Король
- 2016 — «Преступление и наказание» Ф. Достоевского; режиссёр: А. Кончаловский — Порфирий Петрович
- 2017 — «Принцесса Цирка» И. Кальмана; — Мистер Икс
- 2020 — «ПраймТайм» Е. Киселевой; режиссёры: С. Солдевилья (Франция/Канада), М. Швыдкая — Николай, коммерческий директор; Данила-мейкер
- 2024 — «Тест на любовь» Е. Киселевой; режиссёр: М. Швыдкая — Кошкин

### «Музыкальное сердце театра»
- 2013 — «Алые паруса» М. Дунаевского — Священник

### «Московский театр оперетты»
- 2016 — «Анна Каренина» Л. Толстого — Распорядитель

### RIFgroup / Creative lab STAIRWAY
- 2019 — «Вий» Н. Гоголь — Сотник

### Московский театр иллюзии
- 2023 — «Маугли» Р. Киплинг, режиссёр: М. Сидоренко — Шер-Хан

## Награды и номинации
- Победитель Степ-фестиваля «Золотая набойка — 2004» в номинации «Дуэт/Взрослые» (в паре с Алёной Буровой).
- В 2006 году номинирован на премию «Московские дебюты» за лучшую мужскую роль в драматическом театре («Носороги») и лучшую роль в музыкальном театре («Viva, Парфюм!»).